# Новицкий, Василий Дементьевич
Василий Дементьевич Новицкий (1837—1907) — генерал-лейтенант Отдельного корпуса жандармов. Брат генерала Н. Д. Новицкого.

## Биография
Родился 3 (15) января 1837 года. Происходил из дворян Псковской губернии. 
Окончил Константиновский кадетский корпус и Елисаветградское кавалерийское училище. На службе с 30 июня 1858 года в чине прапорщика; со 2 июля 1859 — поручик, с 13 мая 1862 — штабс-ротмистр, с 24 июня 1863 — ротмистр. Вышел в отставку 25 июня 1863 года.
С 28 марта 1867 — старший адъютант штаба местных войск Харьковского военного округа. С 23 сентября 1869 года — помощник старшего адъютанта штаба Харьковского военного округа. С 27 февраля 1871 года — чиновник особых поручений при войсковом наказном атамане Войска Донского (с 27 февраля 1871 — штабс-ротмистр гвардии); с 08 апреля 1873 года — ротмистр с переименованием в подполковники, с 07 июня 1873 — старший чиновник особых поручений при войсковом наказном атамане М. И. Черткове.
С 11 января 1874 года — начальник Тамбовского губернского жандармского управления; активно боролся с революционным движением; 30 июня 1875 года был произведён в полковники. 
С 24 июня 1878 года назначен на должность начальника Киевского губернского жандармского управления. С 5 апреля 1887 года — генерал-майор. В 1903 году политическая арестантка нанесла ему ранение в шею и в этом же году он ушёл в отставку по болезни. С 22 августа по 14 ноября 1907 года — Одесский градоначальник.
Умер 14 (27) ноября 1907 года в Одессе, где и был похоронен.
Были напечатаны его мемуары:
- Из воспоминаний жандарма / Предисл. А. В. Владимирова, Примеч. Л. М. Добровольского. — Л.: Прибой, 1929 (Тип. Печатный двор Госуд. изд-ва в Ленинграде). — XII, 288 с.
- Из воспоминаний жандарма / Предисловия А. А. Левандовского, с. 3—20, В. В. Водовозова]. — М.: Изд-во МГУ : СП «Ост-Вест корпорейшен», 1991. — 249,[3] с. — ISBN 5-211-02003-0.

Комментатор публикации отмечал документальную точность автора, который участвовал в расследовании многих громких дел, связанных с революционными организациями, волнениями и террористическими актами в Москве, Киеве, Харькове и других городах. Новицкий характеризует своих коллег, а также тогдашних революционеров, националистов, заговорщиков. В их идеологии жандарм не вникает. Он создает как бы коллективный портрет.

## Награды
российские
- орден Св. Станислава 3-й ст. (1870)
- орден Св. Анны 3-й ст. (1872)
- орден Св. Владимира 4-й ст. (1879)
- орден Св. Станислава 2-й ст. (1883)
- орден Св. Анны 2-й ст. (1884)
- орден Св. Владимира 3-й ст. (1890)
- орден Св. Станислава 1-й ст. (1893)
- орден Св. Анны 1-й ст. (1896)
- орден Св. Владимира 2-й ст. (1907)

иностранные
- черногорский орден кн. Даниила I 2-й ст. (1890)
- сербский орден Такова 2-й ст. (1892)